# Токчон (ван Корьо)
Токчон (кор. 덕종, 德宗, Deokjong, Tŏkchong); ім'я при народженні Ван Хум (кор. 왕흠, 王欽, Wang Heum, Wang Hŭm; 9 червня 1016 — 31 жовтня 1034) — корейський правитель, дев'ятий володар Корьо.
Був старшим сином і спадкоємцем вана Хьонджон. Зійшов на трон після смерті батька 1031 року.
За його правління почалось будівництво стіни Чхоллі чонсон, покликаної захищати північні кордони держави. Володарювання Токчона виявилось нетривалим — за три роки він помер, а престол успадкував його брат Чонджон.